# 尔微特勒
尔微特勒（？—740年），突骑施黑姓可汗。738年，黄姓莫贺达干杀死苏禄可汗，都摩度拥立骨啜为吐火仙可汗。在怛罗斯城尔微特勒自立为黑姓可汗，吐火仙可汗攻打莫贺达干，莫贺达干求救于唐朝碛西节度使、北庭都护盖嘉运。尔微特勒与在碎叶城的都摩度、吐火仙，联兵拒唐。次年八月十五，盖嘉运攻克碎叶城，擒获吐火仙。疏勒镇守使夫蒙灵詧与拔汗那军攻入怛罗斯城，擒获尔微特勒。入曳建城，取交河公主，突骑施散發之民數萬，给與了拔汗那王，唐军威震西陲。
| 前任： 苏禄可汗 | 突骑施可汗 738年—740年 | 繼任： 莫贺达干 |